# Barely Lethal
Barely Lethal (en Hispanoamérica Academia de Espías) es una película de acción/comedia dirigida por Kyle Newman, escrita por John D'Arco y protagonizada por Hailee Steinfeld, Jessica Alba, Samuel L. Jackson, Sophie Turner, Dove Cameron y Thomas  Mann. La película fue estrenada el 29 de mayo de 2015 en USA.

## Sinopsis
Megan tiene 16 años y es una espía internacional que, como anhela llevar una vida "normal", finge su muerte y se inscribe como estudiante de secundaria en un instituto suburbano. Ahí tendrá que aprender a vivir su tan deseada vida normal, pero cuando su jefe en la agencia de espionaje se entere de lo que ha hecho, tendrá que escapar de él mientras intenta seguir viviendo igual que antes.

## Personajes
- Hailee Steinfeld como Megan Walsh.
- Madeleine Stack como pequeña Megan.
- Jessica Alba como Victoria Knox.
- Sophie Turner como Heather.
- Eva G. Kuper como Pequeña Heather.
- Dove Cameron como Liz Larson.
- Samuel L. Jackson como Hardman.
- Jaime King como Analista especial Knight.
- Rachel Harris como Sr. Larson.
- Thomas Randall Mann como Roger Marcus.
- Alexandra Krosney como Cindy.
- Dan Fogler como Sr. Drumm.
- Gabriel Basso como Gooch.
- Rob Huebel como Sr. Marcus.
- Steve-O como Pedro.

## Rodaje
El rodaje de la película se realizó en Atlanta, y la filmación terminó en diciembre de 2013.